# 孔塞普西翁縣 (米西奧內斯省)
27°58′51″S 55°31′18″W / 27.98083°S 55.52167°W
孔塞普西翁縣（西班牙語：Departamento Concepción），是阿根廷的縣份，位於該國東北部米西奧內斯省，首府設於孔塞普西翁德拉謝拉，面積726平方公里，2010年人口9,577，人口密度每平方公里13.19人。